# Triunghiul tristeții
Triunghiul tristeții este un film de comedie neagră satirică din 2022, coprodus la nivel internațional, scris și regizat de Ruben Östlund. În rolurile principale sunt Harris Dickinson, Charlbi Dean și Woody Harrelson. Producția filmului a fost întreruptă de două ori în 2020 din cauza pandemiei COVID-19. Filmul a fost înscris la Festivalul de Film de la Cannes, unde a fost aplaudat în picioare timp de opt minute și a câștigat Palme d'Or.

## Prezentare
Un cuplu celebru de modele din domeniul modei, Carl și Yaya, sunt invitați la o croazieră de lux pentru bogați, condusă de un căpitan marxist, doar că lucrurile merg prost.

## Distribuție
- Harris Dickinson – Carl
- Charlbi Dean – Yaya
- Woody Harrelson – căpitanul Thomas Smith
- Dolly de Leon – Abigail
- Zlatko Burić – Dimitri
- Iris Berben – Therese
- Vicki Berlin – Paula
- Sunnyi Melles – Vera
- Henrik Dorsin – Jorma Björkman
- Carolina Gynning – Ludmilla
- Hanna Oldenburg – stewardesa pe iaht
- Oliver Ford Davies – Winston
- Amanda Walker – Clementine
- Arvin Kananian – Darius

## Producție
Proiectul a fost anunțat pentru prima dată de regizorul Ruben Östlund în iunie 2017, după ce filmul său Pătratul a câștigat Palme d'Or la cea de-a 70-a ediție a Festivalului de Film de la Cannes, în luna precedentă. A declarat că filmul urma să se numească Triangle of Sadness , o satiră „sălbatică” plasată împotriva lumii modei și a celor foarte bogați, având ca teme de bază „aparența drept capital” și „frumusețea ca monedă de schimb”. Potrivit cineastului, titlul face referire la un termen folosit de chirurgii plasticieni pentru a descrie ridul de îngrijorare care apare între sprâncene, care poate fi reparat cu botox în 15 minute.
Cercetările pentru unele părți ale scenariului au avut loc în mai 2018. Castingul a durat din august până în noiembrie 2018 în orașele Berlin, Paris, Londra, New York, Los Angeles și Göteborg, și a continuat la Moscova în martie 2019. Cercetarea locațiilor a început în ianuarie 2019 și a durat cu intermitențe până în octombrie 2019. Din noiembrie 2019 până în prima jumătate a lunii februarie 2020, Östlund a pus la punct ultimele detalii ale pre-producției filmului.
La 4 februarie 2020, s-a anunțat că se vor începe filmările principale la Triangle of Sadness la 19 februarie în Suedia și Grecia, marcând începutul unei filmări de 70 de zile. Din distribuție urmau să facă parte Harris Dickinson, Charlbi Dean și Woody Harrelson. Aproximativ 120 de actori au fost luați în considerare pentru rolul pe care l-a obținut în cele din urmă Dickinson.
Pe 26 martie, producția a fost forțată să se oprească din cauza pandemiei de COVID-19, cu aproximativ 37% din filmări finalizate. Pe 27 iunie, producția a fost reluată în Suedia după o pauză de trei luni, permițându-i lui Harrelson să își termine de filmat scenele, dar a fost forțată să se oprească din nou pe 3 iulie. Pe 18 septembrie, producția filmului a fost reluată la locația din Hiliadou Beach, Grecia, pentru ultimele 38 de zile, care au fost defalcate în opt săptămâni. Triangle of Sadness a încheiat producția pe 13 noiembrie, rezultând o durată de filmare de 73 de zile. Östlund a menționat că s-au efectuat 1.061 de teste COVID-19 pe parcursul filmărilor și toate au fost negative.
Filmările au avut loc și pe alte insule grecești, pe scenele Film i Vast din Trollhättan, Suedia, și în Marea Mediterană pe Christina O, iahtul deținut anterior de Aristotel Onassis și Jackie Kennedy.
Montajul a început în timpul primelor restricții OVID-19 din 2020, cu doar 37% din filmările inițiale finalizate. Post-producția a durat în total 22 de luni.
Potrivit actorilor, Östlund a făcut, în medie, până la 23 de duble pentru fiecare scenă.

## Lansare
Filmul a avut premiera mondială la Festivalul de Film de la Cannes din 2022, la 21 mai 2022, unde a câștigat Palme d'Or. La scurt timp după aceea, Neon a achiziționat drepturile de distribuție nord-americane ale filmului la prețul de 8 milioane de dolari, câștigând licitația împotriva A24, Searchlight Pictures/Hulu, Focus Features și Sony Pictures Classics.
Datorită faimei nou apărute a actriței secundare Dolly de Leon în Filipine, TBA Studios a achiziționat drepturile exclusive de distribuție a filmului în Filipine.